# Комната с заколоченными ставнями
«Комната с заколоченными ставнями» или «Запертая комната» (англ. The Shuttered Room) — рассказ американского писателя Говарда Филлипса Лавкрафта, который после его смерти дописал Август Дерлет. Рассказ вошел в сборник «Комната с заколоченными ставнями», выпущенный тиражом в 2527 экземпляров в 1959 году издательства «Arkham House».  

## Сюжет

Отдельно отпечатанная в «Arkham House» иллюстрация к «Тень над Иннсмутом»

Эбнер Уэйтли, учёный, приехал в Данвиче, штат Массачусетс по вопросу наследства его деда Лютера. По завещанию Эбнер должен был снести дом и убить любое существо, обитающее в нём. В детстве Эбнер жил тут и помнил как дед держал тетю Сари запертой в заброшенной комнате и кормил её кусками сырого мяса. Лютер сказал тогда, что в этом доме не принято говорить о тете Сари. Сейчас же Эбнер впервые зашел в комнату тети Сари и выломал доски на окне. В комнате был страшный беспорядок, а по полу прыгала жаба, которая оставила маленькие следы рук с перепонками.

Эбнер нашел письмо Лютера, в котором он писал, что все Уэйтли прокляты. Ночью Эбнеру во сне явился дед в окружении людей-амфибий из океана. На следующий день Эбнера посетил его прадед Зебулон Уэйтли, который поведал о том, что загадочная тетя Сари была доброй женщиной, но после тогда как она вернулась из Иннсмута, её, будто, подменили. Тогда из их дома доносились крики, а Лютер сказал, что в Сари вселился бес. С тех пор род Уэйтли проклят нечистым:
Уэйтли могли вызывать с небес ужасных тварей, что слетались на зов и воздух свистел, как во время урагана. Они общались не то с людьми, не то с рыбами, что жили в воде и плавали в море. Там были другие твари, что вдруг вырастали в одночасье. На Часовом Холме погиб Уилбер, сын Лавинии, а потом и тот, другой Уэйтли.
Эбнер стал ощущать страх в доме и слышать шаркающие звуки, похожие на возню крыс под полом. Миссис Кори и миссис Бишоп говорили о «звуках из-под земли» и убитой корове, — что предвещало «повторение истории» в Данвиче. Марши из Иннсмута были родственниками Уэйтли через отца Зебулона. Эбнер нашёл письма Эрайа Марша, в которых говорилось, что он плавал на корабле Абеда Марша к островам в Полинезии, где они повстречали племя глубоководных, которые могли жить в воде, как амфибии. Моряки взяли себе жен из племени и завели с ними детей. 
Дети Маршей отличались очень странным обликом. У них были невероятно широкие рты, лица без подбородков и огромные выпуклые глаза. Они больше походили на лягушек, чем на людей. У них не было жабр, в отличие от глубоководных. Дети капитана Марша вели такой же странный образ жизни, что и их родители и прародители. 
Глубоководные поклоняются Дагону и Ктулху. Внешне они напоминают жаб или лягушек, но их глаза как у рыб, и они имеют жабры. Жена Абеда относилась к Г. В. Дети Абеда обладали признаками Г. В. Марши очень мало ели, могли долгое время обходиться без воды и пищи, а также быстро уменьшаться или увеличиваться в размерах.

Зедок Аллен видел, как Сари плыла на Риф Дьявола в окружении Маршей, все обнажённые. У Маршей необычно жесткая потрескавшаяся кожа, покрытая мелкими круглыми наростами, а у некоторых вместо кожи вообще чешуя! Они гонялись за рыбинами, ловили их и поедали, разрывая на части совсем как морские звери!
Лютер писал в дневнике о том, что Сари посещала Иннсмут и плавала по ночам с Рэлсой Маршем. Потом записи гласили: «Когда он сбросит вес, держать его на строгой диете и регулировать размеры». Доктор Джилмен говорил, что у миссис Марш родился «не человеческий ребенок». В 1928 году подводные лодки выпустили торпеды по Рифу Дьявола, а власти арестовали Маршей и Мартенсов. Зверь у реки убил Эйду Уилкерсон и Ховарда Уилли. Однажды, Эбнер увидел бесформенную тень за окном мельницы и тем вечером неведомая тварь убила Люка Лэнга. Позже Эбнер услышал шум воды, шаги в доме и чей-то плач.
На кровати сидела на четвереньках чудовищная тварь с безволосой и грубой, будто дублёной шкурой, омерзительный гибрид человека и лягушки (англ. Frog). Эбнер застал его за трапезой: Тупая жабья физиономия монстра и перепончатые, почти человеческие, ладони, которыми завершались его мощные, длинные передние конечности, выраставшие из туловища наподобие лягушачьих лапок, были густо измазаны кровью. Холодные рыбьи глаза чудовища уставились на Эбнера…
Амфибия набросилась на Эбнера, но он швырнул в нее керосиновую лампу. Тварь яростно терзала плоть, тщетно пытаясь сбросить с себя быстро пожиравший ее огонь. Ему стало ясно, что означало: «Р... вернулся». Релса вернулся под единственную известную ему крышу; это он поедал сырое мясо; и его «размеры, соотносились с количеством пищи». Лютер перестал кормить существо после смерти Сари, надеясь, что оно умрёт от голода. Открыв дверь тогда, Эбнер выпустил Релса на волю. Гибрид человека и лягушки сохранил черты его родителей: Сари Уэйтли и Рэлса Марша.

## Персонажи
- Эбнер Уэйтли

Эбнер Уэйтли — ученый, родился в Данвиче, в доме Лютера Уэйтли, но потом его мать увезла его в Лондон. Выучился и исследовал древние тихоокеанских цивилизации в университете Лондона. Потратил все скромные сбережения на науку, поэтому деньги, завещанные ему старым Лютером, были кстати. Много лет провел в Лондоне, Каире и Сорбонне. Скептически настроен к любым слухам, но с уважением относится к жителями деревни. Дед оставил ему завещание, потому что Эбнер стал единственным, кому удалось вырваться из поселка и получить образование.  
- Лютер Уэйтли

Лютер Уэйтли — Старик Лютер всегда отличался самыми необъяснимыми причудами, слыл натурой прямой и бесхитростной, и не в его правилах было запутывать дела, о которых можно было просто умолчать. Его многочисленные кузины жили в Иннсмуте. Даже в молодости дед отличался суровостью и непреклонностью, был суеверный и старомодный. До конца своих дней сохранил здравый ум, но тайну о Сари унес с собой в могилу. Жена Лютера скончалась задолго до рождения Эбнера, тетя Джулия умерла молодой девушкой. Персонаж встречается в рассказе «Затаившийся у порога».    
- Тетя Сари

Тетя Сари — сестра Либби Уэйтли, родом из Иннсмута, является представителем вида глубоководных. Сари было далеко до Либби в смысле красоты. Она сошлась со своим кузеном Рэлсой Маршем. Лютер запер её и она ни разу не покинула пределов комнаты, и только смерть сделала ее наконец свободной. В детстве Эбнер слышал из комнаты не то плач, не то тяжелое дыхание какого-то огромного существа; он не сомневался в том, что тетя Сари обладает внушительными размерами — достаточно было взглянуть на те объемистые тарелки, которые старый Лютер дважды в день собственноручно относил в ее комнату: они были наполнены сырым мясом до самых краев. Сари читала те же богохульные книги, что и Лавиния из рассказа «Ужас Данвича».   
- Зебулон Уэтли

Зебулон Уэтли — брат Лютера, сурового вида седобородый старик, он еле ходил, опираясь на плечо слуги. Голос его был ясен и тверд, не дряхлый старец, но умудренный долгой жизнью муж. Он сразу же приехал в дом Уэйтли, чтобы сообщить Эбнеру важную информацию про историю их рода. Ему прислуживал худенький темноглазый мальчуган. Персонаж встречается в рассказе «Ужас Данвича» и «Затаившийся у порога».    
- Рэлса Марш

Рэлса Марш — правнук Абеда Марша, который ходил с ним на корабле в Полинезию. Из всего семейства Рэлса был самый отвратный и выглядел как полный дегенерат, средоточие всех мыслимых и немыслимых уродств, которыми так или иначе отмечено потомство Абеда Марша и его жены-полинезийки! 

### Второстепенные персонажи
- Абед Марш — двоюродный брат отца Зебулона, через него связаны семьи Уэйтли и Маршей. Абед с моряками из Иннсмута плавали на торговом корабле в Полинезию и обнаружили на одном из островов племя глубоководных, что могли жить и в воде, и на суше — как амфибии. Абед с товарищами взяли в жены женщин из этого племени и завели от них детей. Миссис Марш, никогда не покидала пределов своего дома, за исключением случаев, когда она посещала какие-то закрытые собрания Тайного Союза Дагона. Корабли капитана Марша: бриг "Хетти", бригантина "Колумбия" и барк "Королева Суматры". Его корабли ходили без единой поломки, словно, Марш заключил сделку с самим Нептуном. Персонаж встречается в рассказе «Тень над Иннсмутом».
- Либби Уэйтли — дочь Лютера Уэйтли и мать Эбнера. Вышла замуж за Иеремию, кузена Тобиаса Уэйтли. После того, как произошел скандал деда с тетей Сари, она уехала из дома с Эбнером.

- Тобиас Уэйтли — лавочник, в магазине, в здании старой церкви. Неопределенного возраста человек с худой, изборожденной морщинами физиономией, и исполненным неприязни взглядом. Бросил в окно Эбнера кирпич с предупреждением, чтобы тот убирался из города, пока есть шанс. Персонаж появляется в рассказе «Ужас Данвича».

- Уилбур Уэтли — кузен Эбнера, сын Лавинии, у которого был не менее гнусный братец, чьего имени Эбнер не мог припомнить. Они давно погибли жуткой смертью на Часовом Холме...

- Зедок Аллен — не в меру болтлив и любит выпить, так что от него впору ждать всяких небылиц. Персонаж появляется в рассказе «Тень над Иннсмутом».

- Доктор Джилмен — врач в Данвиче. Ему было известно, что у Маршей перепончатые ноги. Однажды доктор Роули Марш слег и по сей причине был не в состоянии принять роды у миссис Марш. Это вместо него сделал Джилмен. По его словам, ребнок был нечеловеческий и после его никто не видел. Никто не знает, что же все-таки выросло из того чудовищного плода. Персонаж по фамилии Джилмен появляется в рассказе «Грёзы в ведьмовском доме».

## Вдохновение
Август Дерлет основывается на повести «Тень над Иннсмутом» и рассказе «Ужас Данвича», а также упоминает события из своей повести «Затаившийся у порога». В рассказе «Ужас Данвича» жильцы дома слышали странное хлюпанье из комнаты на втором этаже дома, когда умирал колдун Старый Уэйтли. Дерлет весьма вольно описывает глубоководных, придавая им черты похожие на лунных жаб из повести «Сомнамбулический поиск неведомого Кадата»:  
В облике этих тварей не угадывалось ничего человеческого, это были исполинские серо-белые скользкие твари, которые сокращались и расширялись, и своими очертаниями - они постоянно меняли форму - были похожи на безглазых жаб с непрестанно вибрирующими короткими розовыми щупальцами на конце тупой морды.   
Дерлет описывает шабаш, нечистую силу и Салем. Бишиоп, Осборн, Кори, Фрай и другие  — это фамилии людей, которых осудили за колдовство во время Процесса над салемскими ведьмами. Лавкрафт часто упоминает исторические имена деятелей и распространенные в Салеме фамилии.

## Связь с другими произведениями
В повести «Тень над Иннсмутом» описан город Иннсмут, где среди жителей скрывались потомки из расы Глубоководных. 
В рассказе «Ужас Данвича» старый Уэйтли призвал Йог-Сотота на холме в Данвиче, чтобы Лавиния родила от него сына Уилбура. 
В рассказе «Зов Ктулху» описан Культ Ктулху в Новом Орлеане и город Р'льех, где появляется Великий Ктулху. 
В рассказе «Дагон» описан город Р'льех, где появляется Дагон.
Лавкрафт описывает амфибий в рассказах «Карающий Рок над Сарнатом», «Загадочный дом на туманном утёсе», «Тень над Иннсмутом» и повести «Сомнамбулический поиск неведомого Кадата». 